# Gianluca Pianegonda
Gianluca Pianegonda (né le 23 septembre 1968 à Thiene, dans la province de Vicence en Vénétie) est un ancien coureur cycliste italien. Professionnel de 1995 à 1999, il obtient quatre victoires, dont la Flèche brabançonne et une étape du Tour d'Espagne 1995, qui lui a permis de porter le maillot or pendant une journée.

## Palmarès

### Palmarès amateur
- 1986
  - Giro di Basilicata
- 1989
  - 2e du Giro del Belvedere
- 1993
  - Coppa d'Argento Giovanni Brunero
  - 3e du Piccola Sanremo
- 1994
  - Coppa Fiera di Mercatale
  - Gran Premio Palio del Recioto
  - Trofeo Gianfranco Bianchin
  - 8e étape du Tour de Basse-Saxe
  - 4e du championnat du monde sur route amateurs

### Palmarès professionnel
- 1995
  - 1re étape du Regio-Tour
  - 2e étape du Tour d'Espagne
  - 2e du Regio-Tour
  - 3e du Grand Prix d'ouverture La Marseillaise
- 1996
  - 2e de la Classic Haribo
  - 3e de la Flèche brabançonne
  - 3e de Kuurne-Bruxelles-Kuurne
  - 3e de Tirreno-Adriatico
- 1997
  - Flèche brabançonne
  - 2e de Tirreno-Adriatico

## Résultats sur les grands tours

### Tour d'Espagne
1 participation
- 1995 : abandon, vainqueur de la 4e étape,  maillot amarillo pendant un jour

### Tour d'Italie
2 participations
- 1996 : abandon 13e étape
- 1997 : 101e